# Boris Savtchenko
Pour les articles homonymes, voir Savtchenko.
Boris Vladimirovitch Savtchenko est un joueur d'échecs russe né le 10 juillet 1986 à Leningrad.
Au 1er mai 2017, il est le 31e joueur russe et le 148e joueur mondial avec un classement Elo de 2 634 points.

## Biographie et carrière
Grand maître international depuis 2007, Boris Savtchenko a remporté deux fois le championnat d'échecs de Moscou (en 2008 et 2016), deux fois l'open de Moscou (en 2013 et 2019) et la Coupe Politiken à Copenhague en 2008.
Savtchenko a représenté la Russie lors de la coupe du monde d'échecs 2005 (éliminé au premier tour par Aleksandr Motylev) et de la coupe du monde d'échecs 2007 (éliminé au deuxième tour par Wang Yue).